# Gierman Komarow
Gierman Komarow (ur. 14 grudnia 1994) – rosyjski lekkoatleta specjalizujący się w rzucie oszczepem.
W 2011 odpadł w eliminacjach mistrzostw świata juniorów młodszych, a dwa lata później w Rieti zdobył brązowy medal mistrzostw Europy juniorów.
Rekord życiowy: 79,60 (10 czerwca 2015, Petersburg).

## Osiągnięcia
| Rok  | Impreza                               | Miejsce         | Pozycja           | Wynik |
| ---- | ------------------------------------- | --------------- | ----------------- | ----- |
| 2011 | Mistrzostwa świata juniorów młodszych | Lille Metropole | el. – 17. miejsce | 64,96 |
| 2013 | Mistrzostwa Europy juniorów           | Rieti           | 3. miejsce        | 73,95 |